# Garhi Pukhta
Garhi Pukhta è una suddivisione dell'India, classificata come nagar panchayat, di 12.104 abitanti, situata nel distretto di Muzaffarnagar, nello stato federato dell'Uttar Pradesh. 